# Lucius Ier
Pour les articles homonymes, voir Lucius.
Lucius Ier est le 22e pape de l'Église catholique, régnant du 25 juin 253 jusqu'à sa mort le 5 mars 254. Il est banni peu après sa consécration, mais obtint la permission de revenir. Il est classé par erreur comme martyr lors de la persécution de l'empereur romain Valérien, qui n'a commencé qu'après sa mort.

## Biographie
Selon le Liber Pontificalis, Lucius est né à Lucques, tandis que plusieurs ouvrages plus qualifiés situent sa naissance à Rome. On ne sait rien de sa famille à l'exception du nom de son père, Porphyrianus.
Il est élu probablement le 25 juin 253. Son élection a eu lieu pendant la persécution qui a provoqué le bannissement et la mort de son prédécesseur Corneille ; il est également banni peu après sa consécration sur ordre de l'empereur romain Trébonien Galle, la persécution de l'Église, qui aurait commencé, selon des sources chrétiennes, sous cet empereur se poursuivant.
Cependant, après l'assassinat de l'empereur, il rentre à Rome car le nouvel empereur, Valérien, est moins hostile aux chrétiens. Le Catalogue Félicien, dont les informations se trouvent dans le Liber Pontificalis, raconte le bannissement et le retour miraculeux de Lucius : Hic exul fuit et postea nutu Dei incolumis ad ecclesiam reversus est.
Saint Cyprien de Carthage, qui lui écrit une lettre de félicitations pour son élévation au siège romain et pour son bannissement, lui envoie une seconde lettre dans laquelle il se félicite de son retour d'exil. Cyprien affirme que ce retour ne diminue en rien la gloire de la profession et que la persécution est dirigée uniquement contre les confesseurs de la véritable Église, prouvant ce qu'est l'Église du Christ. En conclusion, il décrit la joie de la Rome chrétienne au retour de son berger.
Pendant le pontificat de Lucius, le schisme de Novatien, qui se proclama pape contre Corneille, se poursuit. Comme Lucius n'est pas hostile au retour des repentis de la persécution de Dèce au sein de l'Église, il est lui aussi la cible des novatiens au point que Cyprien doit prendre sa défense. Lucius est loué dans plusieurs lettres de ce dernier (Epist. lxviii. 5) pour avoir condamné les novationnistes pour leur refus de réadmettre à la communion les chrétiens qui se repentaient d'avoir succombé à la persécution. 
Il combat la cohabitation entre hommes et femmes non consanguines, ainsi qu'entre diaconesses et clercs.
L'auteur du Liber Pontificalis attribue arbitrairement à saint Lucius un décret selon lequel deux prêtres et trois diacres devaient toujours accompagner l'évêque pour être témoins de sa vie vertueuse : Hic praecepit, ut duo presbyteri et tres deacons in omni loco episcopum non desererent propter testimonium ecclesiasticum. Il est probable que cette mesure serait devenue nécessaire, sous certaines conditions, dans une période ultérieure ; elle est inconcevable à l'époque de Lucius. L'histoire contenue dans le Liber Pontificalis selon laquelle Lucius, sur son lit de mort, aurait donné à l'archidiacre Étienne le pouvoir sur l'Église (comme cela arrivera trois siècles plus tard à Félix III et Boniface II) est inventée.

## Mort et sépulture

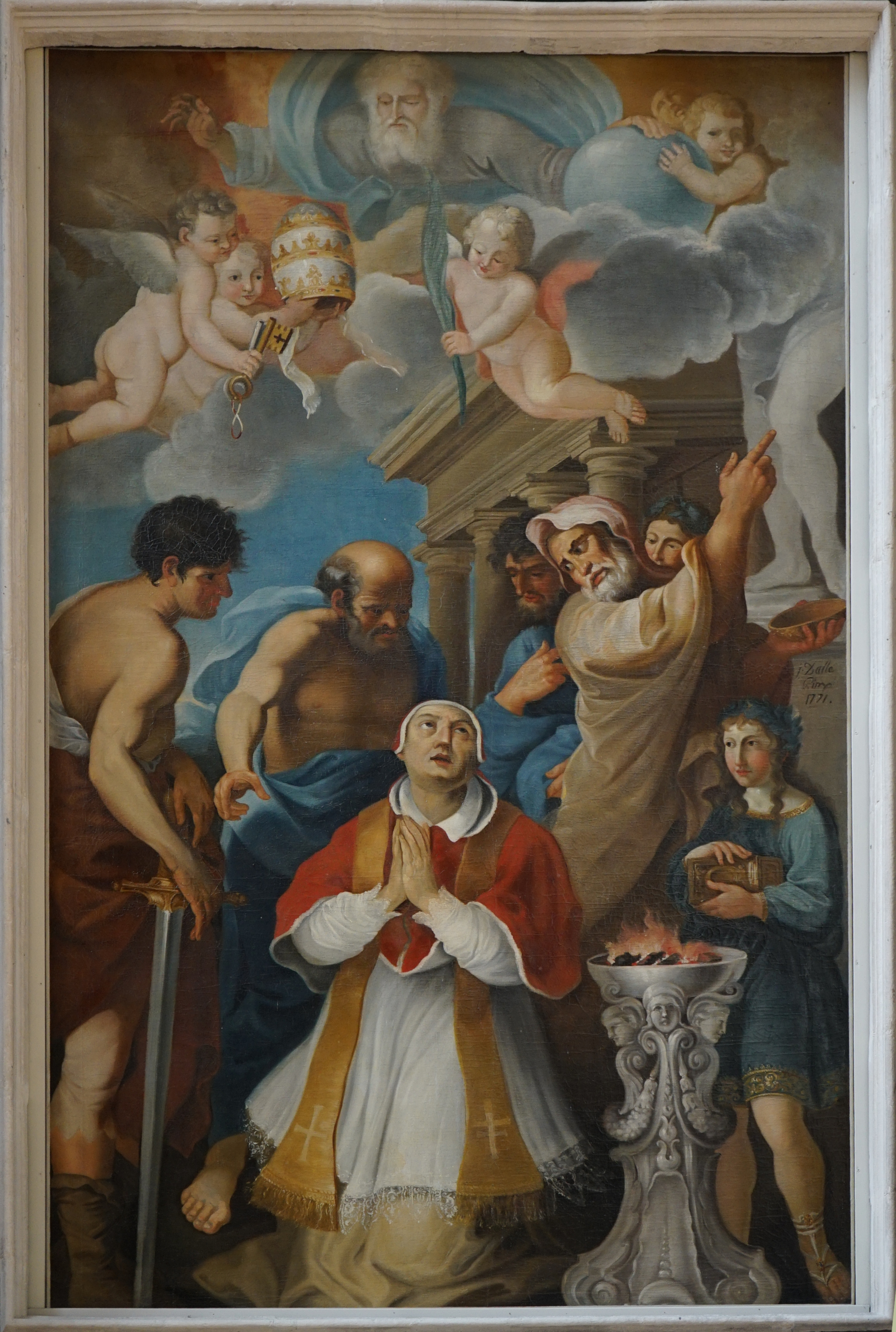
Martyre du pape saint Lucius, retable du maître-autel de la chapelle du collège des Jésuites de Chaumont.

Lucius meurt début mars 254. Le Depositio episcoporum du Chronographe de 354 indique sa date de décès au 5 mars, tandis que le Martyrologe hiéronymien indique le 4 mars. Peut-être que Lucius est mort le 4 mars et a été enterré le 5. Selon le Liber Pontificalis, ce pape est décapité au temps de Valérien, mais ce témoignage ne peut être accepté car les persécutions de Valérien ont commencé après mars 254. Il est vrai que Cyprien dans une lettre au pape Étienne Ier, lui donne, ainsi qu'à Corneille, le titre honorifique de martyr : servandus est enim antecessorum nostrarum beatorum martyrum Cornelii et Lucii honor gloriosus (la glorieuse mémoire de nos prédécesseurs les bienheureux martyrs Corneille et Lucius doit être préservé), mais il fait probablement référence au bref exil de Lucius. Corneille, décédé en exil, fut honoré comme martyr par les Romains après sa mort, mais pas Lucius. Dans le calendrier romain des jours fériés, le Chronographe de 354, il est mentionné dans la Depositio episcoporum, mais pas dans la Depositio martyrum. Néanmoins, comme le montre le Martyrologium Hieronymianum, sa mémoire fut particulièrement honorée. De plus, Eusèbe de Césarée rapporte (Histoire ecclésiastique, VII, 10) que Valérien était favorable aux chrétiens dans la première partie de son règne ; le premier édit de persécution de l'empereur ne parut qu'en 257.
Mort de mort naturelle, Lucius est inhumé dans la crypte des Papes de la catacombe de Saint-Calixte. Lors des fouilles de la crypte, Giovanni Battista de Rossi trouve un gros fragment de l'épigraphe originale qui ne rapporte que le nom du pape en grec : LOUKIOS. La plaque a été brisée immédiatement après ce mot, et probablement rien d'autre n'y était écrit à part le titre EPISKOPOS (évêque). Les reliques du saint sont transférées par le pape Paul Ier (757–767) à la  basilique San Silvestro in Capite, puis par le pape Pascal Ier (817–824) à la basilique Sainte-Praxède de Rome. Une partie de ses ossements est conservée dans l'église de San Pietro Martire à Meda (Italie) (près du lieu où se trouvait l'entreprise ICMESA, à l'origine de la catastrophe de Seveso). La pierre tombale de Lucius Ier existe toujours dans la catacombe de Saint-Calixte.

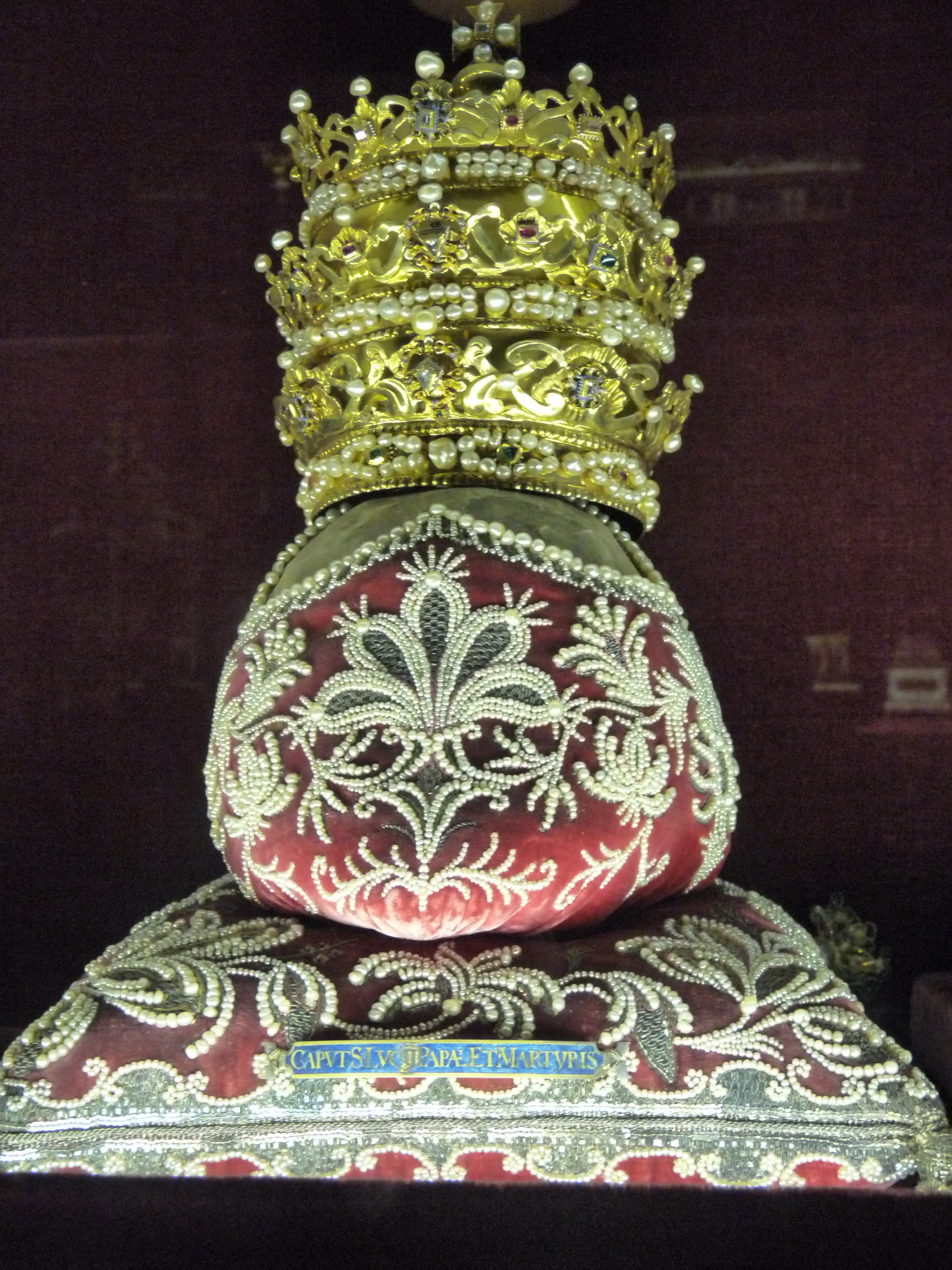
Reliquaire de la tête de Lucius.

Sa tête est actuellement conservée dans un reliquaire de la Cathédrale Saint-Anschaire de Copenhague au Danemark. Cette relique est apportée à Roskilde vers 1100, après que Lucius eut été déclaré saint patron de la région danoise de Seeland par le pape Pascal II (1099–1118). Selon la tradition, des démons étaient en liberté dans l'Isefjord, dans la ville de Roskilde et comme ils déclaraient qu'ils ne craignaient rien d'autre que le crâne de Lucius, celui-ci dut être amené au Danemark, après quoi la paix revint sur le fjord. Après la Réforme protestante, le crâne est transporté dans les salles d'exposition du roi Frederik III à Copenhague, où il est exposé avec l'embryon pétrifié qu'une femme portait en elle depuis 28 ans, ainsi que d'autres monstruosités que le roi avait rassemblées. Le crâne reste dans la cathédrale de Roskilde jusqu'en 1908, date à laquelle il est transféré à la Cathédrale Saint-Anschaire de Copenhague alors qu'il appartient au Musée national du Danemark.
La tête du pape Lucius fait partie des rares reliques à avoir survécu à la Réforme au Danemark. Le chercheur norvégien Øystein Morten a commencé à se demander si le crâne de Lucius aurait pu être confondu avec celui du roi Sigurd Ier de Norvège (1090–1130). Ce crâne avait également été conservé dans la collection du Musée national du Danemark dans les années 1800 jusqu'à ce qu'il soit donné à l'université d'Oslo en 1867. Des experts danois du Musée national ont ensuite étudié le crâne, en utilisant la datation au carbone 14, qui a conclu que le crâne appartenait à un homme ayant vécu entre 340 et 431 apr. J.-C., près de 100 ans après la mort de Lucius en 254. Le crâne en question n'a donc jamais appartenu à Lucius, décédé vers 254 apr. J.-C. Les résultats excluent également qu'il ait pu appartenir au roi Sigurd.

## Culte
La fête de Lucius Ier est le 5 mars, date à laquelle il est commémoré dans le martyrologe romain.
Sa fête ne figurait pas dans le calendrier romain tridentin du pape Pie V. En 1602, il est inséré, sous la date du 4 mars, dans le calendrier liturgique romain. Avec l'insertion en 1621, à la même date, de la fête de saint Casimir, la célébration du pape Lucius se réduit à une commémoration au sein de la messe de saint Casimir. Lors de la révision de 1969, la fête du pape Lucius est omise du calendrier liturgique romain, en partie à cause du caractère sans fondement du titre de « martyr » avec lequel il avait été honoré auparavant et est déplacée dans le martyrologe romain au jour de sa mort.